# جيكس بلاكمور
جيكس بلاكمور (بالإنجليزية: Jex Blackmore) (مواليد 1986 ب ميشيغن) هي ناشطة أمريكية مؤيدة للإجهاض وفنانة اشتهرت بعروضها المثيرة للجدل في الأماكن العامة التي تتراوح من عرض الادائي على أرض على أرض مبنى الكابيتول بولاية ميشيغان إلى العيادات الصحية النسائية الخارجية. يركز عملها على العلاقة بين الخطاب الديني الأخلاقي والجنس والسياسة السياسية، ويستهدف مؤسسات الاضطهاد الاجتماعي والجنسي. في عام 2015، نظمت أكبر تجمع شيطاني في التاريخ لكشف النقاب عن نصب بافومينت للمعبد الشيطاني، والذي ظهر في فيلم عبدة الشيطان المجاور (2015).
كما كتبت وأخرجت فيلمها الأول "An Undue Burden"، وهو فيلم التحمل لمدة أربع وعشرين ساعة حول عبء فترات انتظار الإجهاض. تراوحت دعوتها للرعاية الصحية الإنجابية بين تعطيل المظاهرات المناهضة للاختيار باستخدام جالونات من الحليب، والكتابة عن تجربتها الشخصية في الإجهاض في مدونة واسعة الانتشار بعنوان "Unmother"، ومناقشة كنيسة ويستبورو المعمدانية. ظهرت أعمالها في الفيلم الوثائقي لشركة ماجنوليا بيكتشر بعنوان "حائل الشيطان؟" (2019) والذي كان اختيارًا رسميًا في Sundance 2019.

## نشأتها
ولدت جيكس بلاكمور في ساوثفيلد بولاية ميشيغان عام 1986